# Siilasjärvi (sjö i Finland)
Siilasjärvi är en sjö i Finland. Den ligger i kommunen Enontekis i landskapet Lappland, i den norra delen av landet, 1 000 km norr om huvudstaden Helsingfors. Siilasjärvi ligger 484,2 meter över havet. Omgivningarna runt Siilasjärvi är i huvudsak ett öppet busklandskap. Arean är 91,3 hektar och strandlinjen är 7,15 kilometer lång. Sjön  ingår i Torne älvs huvudavrinningsområde. 